# Pativilca
Pativilca ist eine Stadt in der Provinz Barranca in der Region Lima im zentralen Westen von Peru. Pativilca ist Sitz des gleichnamigen Distriktes. Die Stadt hatte beim Zensus 2017 11.467 Einwohner. 10 Jahre zuvor lag die Einwohnerzahl bei 11.398. Der Freiheitskämpfer Simón Bolívar verbrachte im Jahr 1824 mehrere Monate in einem Haus in Pativilca, bevor er in die Schlachten von Junín und Ayacucho zog. Dieses Haus wurde mit historischen Möbelstücken eingerichtet und dient heute als Museum.

## Geographische Lage
Die 76 m über dem Meeresspiegel gelegene Stadt Pativilca befindet sich 3,5 km von der Pazifikküste entfernt nördlich der Mündung des Río Pativilca. In der näheren Umgebung liegen die Städte Paramonga (4 km nordwestlich) und Barranca (6,5 km südlich). Im Umkreis der Stadt wird bewässerte Landwirtschaft betrieben. Die Nationalstraße 1N (Panamericana) führt westlich an Pativilca vorbei.